# Anselmo Miguel Nieto
Anselmo Miguel Nieto (Valladolid, 1881 - Madrid, 1964) va ser un pintor espanyol.
Fill d'una família modesta, va estudiar pintura a l'Acadèmia de Belles Arts de Valladolid, llavors dirigida per l'artista José Martí i Monsó. Va marxar a Madrid el 1900 per continuar els seus estudis a la Reial Acadèmia de Belles Arts de San Fernando, en companyia de qui seria el seu inseparable amic de per vida, el pintor bilbaí Aurelio Arteta. En aquesta època va conèixer a grans artistes, entre altres a Pablo Picasso.
Becat, va viatjar a completar la seva formació a Roma i París, per instal·lar-se definitivament a la capital d'Espanya el 1906. És el moment en què es va enlairar el seu reconeixement, participant en les exposicions internacionals de Buenos Aires i Múnic. El 1922 va marxar durant set anys a l'Argentina i Xile, al costat del seu també amic, Julio Romero de Torres.
Va tornar a Espanya el 1946, recentment finalitzada la Segona Guerra Mundial. A partir d'aquest moment, com va passar amb altres artistes de l'època, la seva fama va quedar en l'oblit. Va ser nomenat acadèmic de l'Acadèmia de San Fernando.
Va destacar com a pintor de retrats, especialment femenins, on seguia els passos de Zurbarán o el mateix Romero de Torres, amb una obra dotada de gran sensualitat. Va evolucionar des del realisme expressionista al modernisme, i es reconeix la influència de la pintura de Joaquim Sorolla en la seva lluminositat.
També va ser un gran amic de les tertúlies madrilenyes, on se li podia veure al costat de Jacinto Benavente.